# 1860
1860 (MDCCCLX) byl rok, který dle gregoriánského kalendáře započal nedělí.

## Události
- 24. března – Proběhla Anexe Savojska Francií.
- 3. dubna – V USA zahájila provoz kurýrní služba Pony Express.
- 6. května – Giuseppe Garibaldi zahájil vojenské tažení Expedice tisíce.
- 11. května – Italský revolucionář Giuseppe Garibaldi přistál s tisícovkou dobrovolníků v přístavu Marsala na ostrově Sicílie.
- 27. května – Giuseppe Garibaldi se svým vojskem obsadil Palermo (Itálie).
- 31. května – Započalo jednání rakouské říšské rady, kterou císař svolal po jedenácti letech od rozehnání kroměřížského sněmu.
- 2. července – Bylo založeno ruské město Vladivostok.
- 20. října – Císař František Josef I. vydal tzv. Říjnový diplom.
- Francouzi zahájili expanzi do západní Afriky.
- Burke a Wills procházejí Austrálií.
- Probíhá válka mezi domorodými Maory a osadníky na Novém Zélandu.
- České cukrovarnictví pokrylo domácí spotřebu cukru.
- V českých zemích se intenzivně rozvíjí uzenářská výroba.
- V Liberci začal vycházet německý deník Reichenberger Zeitung.

### Probíhající události
- 1817–1864 – Kavkazská válka
- 1850–1864 – Povstání tchaj-pchingů
- 1860–1861 – Burkeho a Willsova výprava

## Vědy a umění
- 1. prosince – Charles Dickens vydal román Nadějné vyhlídky.
- V Praze vyšel první svazek Riegrova slovníku naučného. Celkem 11 svazků vycházelo do roku 1874.
- Francouzský chemik Jean Baptiste Boussignault, první vědec, který se zabýval stanovováním nutričních hodnot různých potravin, vydal osmisvazkové dílo o zemědělské chemii. Vychází do roku 1874.
- Německý chemik Robert Wilhelm Bunsen objevil chemický prvek cesium.
- Německý chemik Albert Niemann poprvé vyrobil kokain.

## Narození
Automatický abecedně řazený seznam viz Kategorie:Narození v roce 1860

### Česko
- 1. ledna

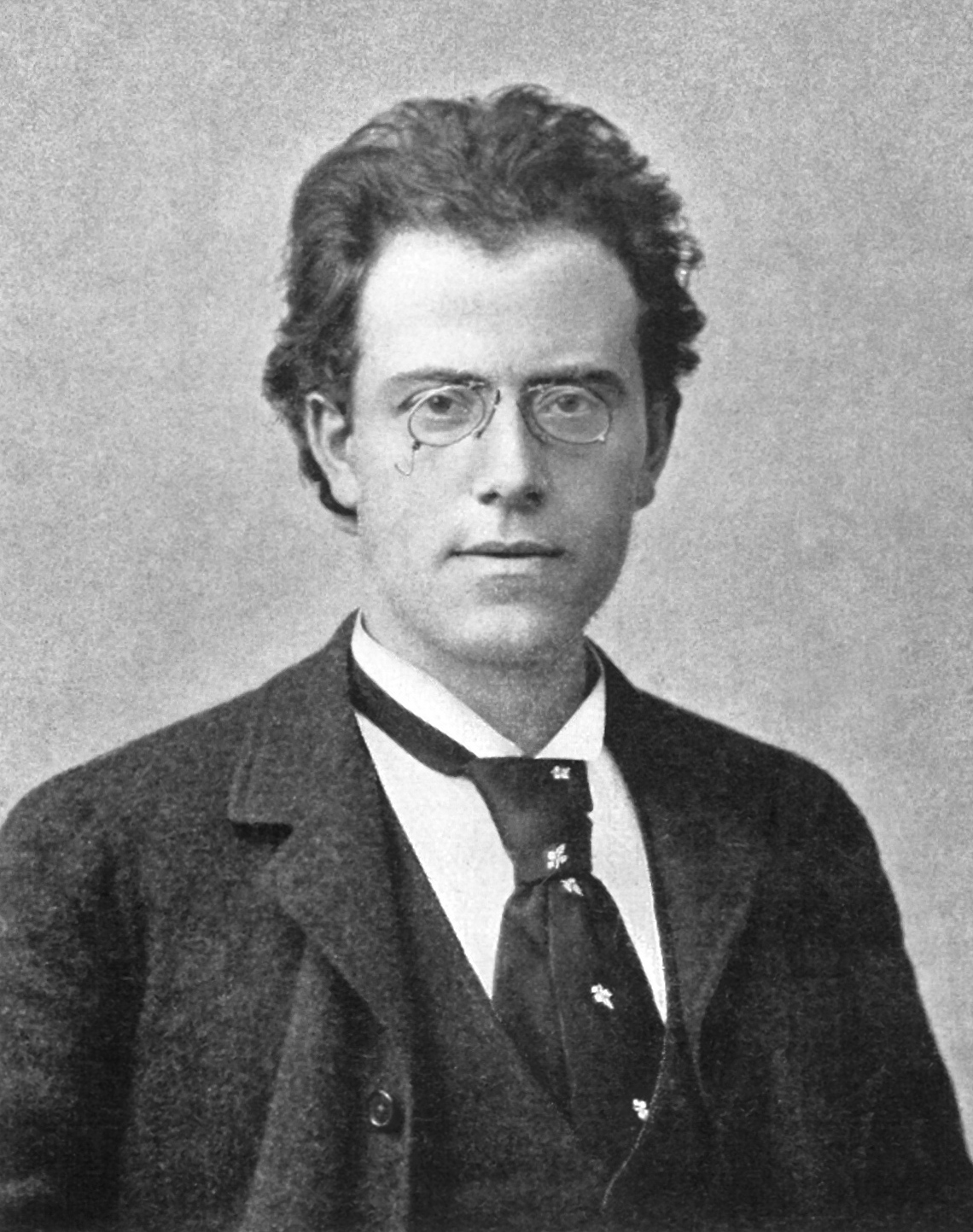
Hudební skladatel Gustav Mahler (1860–1911)

  - Jan Antoš, spisovatel († 6. června 1899)
  - Jan Vilímek, ilustrátor a malíř († 15. dubna 1938)
- 3. ledna – Arnošt Emanuel Silva-Tarouca, šlechtic, právník, dendrolog a politik († 15. srpna 1936)
- 4. ledna – Ján Mitrovčák, československý politik († 1. srpna 1927)
- 9. ledna – Karel Kálal, pedagog a spisovatel († 4. srpna 1930)
- 22. ledna – Jaroslav Vlček, československý literární historik a politik († 21. ledna 1930)
- 28. ledna
  - Karel Fajfrlík, československý politik († 8. května 1940)
  - Karel Svoboda-Škréta, malíř († 13. ledna 1940)
- 2. února – Antonín Čech, litoměřický světící biskup († 26. srpna 1929)
- 5. února – Matěj Anastasia Šimáček, novinář a spisovatel († 12. února 1913)
- 15. února – Heinrich Reiniger, poslanec Českého zemského sněmu a starosta Mariánských Lázní († 25. května 1915)
- 18. února – Enrique Stanko Vráz, cestovatel († 20. února 1932)
- 20. února – Matyáš Lerch, matematik a fyzik († 3. srpna 1922)
- 21. února – Karel Matěj Čapek-Chod, spisovatel a novinář († 3. listopadu 1927)
- 25. února – Ferdinand Vach, dirigent, sbormistr a hudební skladatel († 16. února 1939)
- 26. února – Jan Evangelista Chadt-Ševětínský, lesník a historik († 15. března 1925)
- 27. února – František Mikolášek, pedagog, regionální historik a kartograf († 11. srpna 1943)
- 16. března – Josef Šváb-Malostranský, herec, kabaretiér, spisovatel, písničkář a režisér († 30. října 1932)
- 4. dubna – František Němec, československý politik († ?)
- 5. dubna – Čeněk Vosmík, sochař († 11. dubna 1944)
- 7. dubna – Rudolf Nováček, vojenský kapelník a skladatel († 11. srpna 1929)
- 13. května – Karel Snětina, lékař, sběratel a archeolog († 15. července 1942)
- 27. května – Bohumil Fidler, hudební skladatel a dirigent († 2. června 1944)
- 29. května – Jan Nepomuk II. ze Schwarzenbergu, kníže šlechtického rodu Schwarzenbergů († 1. října 1938)
- 31. května – Edvard Beaufort, nakladatel a redaktor († 14. června 1941)
- 11. června – Antonín Šachl, československý politik († 24. února 1943)
- 3. července – Vilém Heš, operní zpěvák († 4. ledna 1908)
- 7. července – Gustav Mahler, rakouský skladatel narozený v Čechách († 18. května 1911)
- 13. července – Otakar Materna, stavební podnikatel, architekt a politik († 9. září 1928)
- 24. července – Alfons Mucha, secesní malíř a designér († 14. července 1939)
- 1. srpna – František Polívka, botanik († 2. července 1923)
- 21. srpna – Heřman Janda, politik († 31. května 1904)
- 10. září – Felix Neumann, architekt († 5. června 1942)
- 14. září – Josef Richard Vilímek, vydavatel († 6. listopadu 1938)
- 22. září – Heinrich Rietsch, rakouský hudební vědec a skladatel českého původu († 12. prosince 1927)
- 23. září – Václav Choc, poslanec Říšské rady, publicista a právník († 22. května 1942)
- 29. září – František Hrnčíř, vlastenecký učitel a spisovatel († 12. června 1928)
- 14. října – Ludvík Vaněk, československý právník a politik († ? 1925)
- 25. října – František Xaver Svoboda, spisovatel († 25. května 1943)
- 12. listopadu
  - Rudolf Dvořák, zakladatel české orientalistiky († 1. února 1920)
  - Otmar Vaňorný, překladatel antické poezie a spisovatel († 14. ledna 1947)
- 17. listopadu – Alois Herout, spoluautor původní československé těsnopisné soustavy († 26. listopadu 1943)
- 26. listopadu – Jan Knies, archeolog a geolog († 5. března 1937)
- 29. listopadu – Hana Kvapilová, herečka († 8. dubna 1907)
- 27. prosince – Karel Kramář, ministerský předseda ČSR († 26. května 1937)
- ? – Jozef Barinka, československý římskokatolický pedagog a politik († 1940)

### Svět

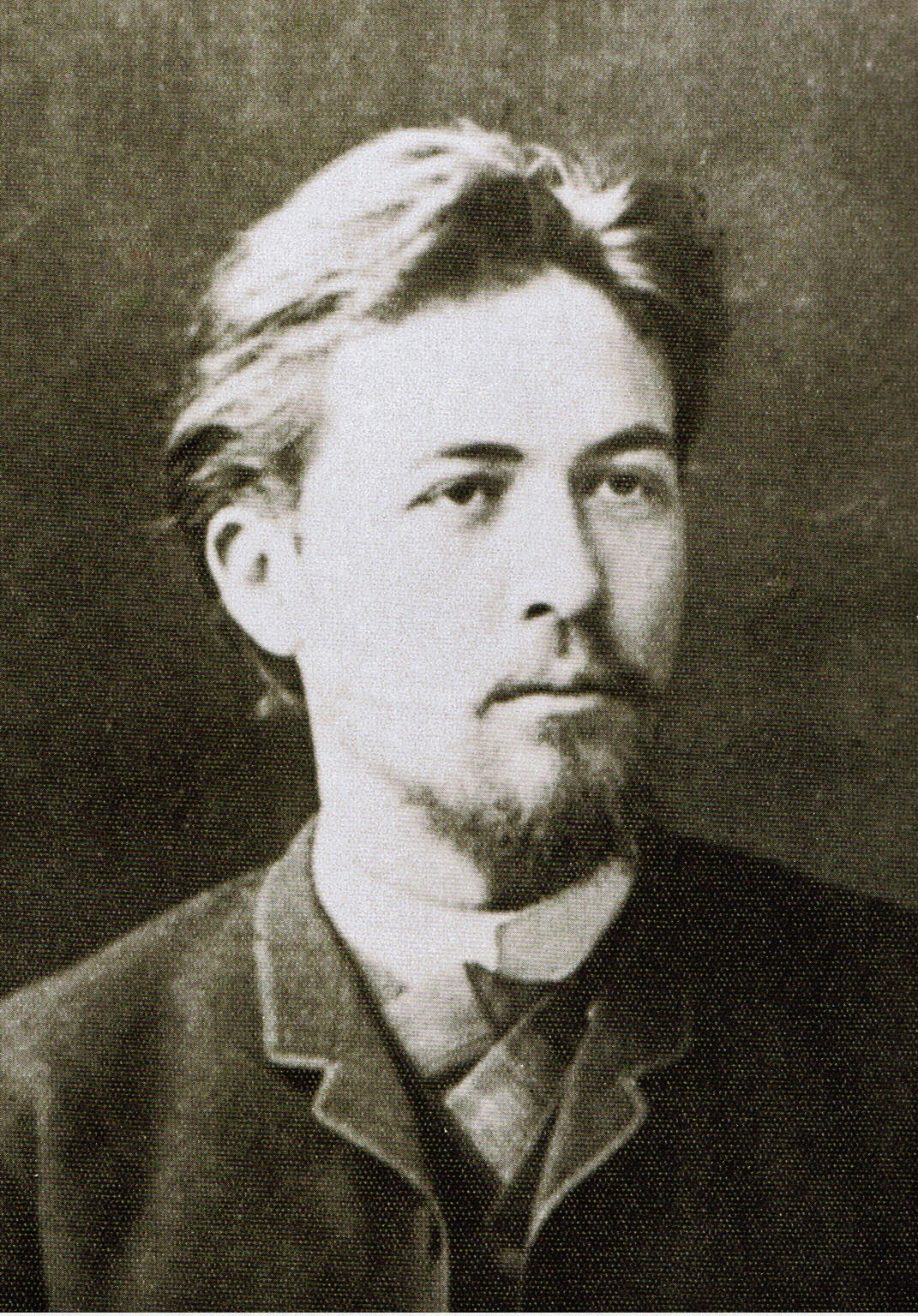
Ruský spisovatel Anton Pavlovič Čechov (1860–1904)

- 5. ledna – Pavel Kurlov, ruský generál a politik († 20. června 1923)
- 17. ledna – Douglas Hyde, irský básník a první prezident Irska († 12. července 1949)
- 25. ledna
  - Charles Curtis, viceprezident USA († 8. února 1936)
  - Paul Féval mladší, francouzský prozaik († 15. března 1933)
- 27. ledna – Gabriele Possanner, rakouská lékařka († 14. března 1940)
- 29. ledna – Anton Pavlovič Čechov, ruský dramatik a prozaik († 15. července 1904)
- 1. února – Michel Zévaco, francouzský spisovatel († 8. srpna 1918)
- 1. února – Serhij Berďajev, ukrajinský a ruský básník, spisovatel, novinář († 19. listopadu 1914)
- 5. února – Karl Marek, ministr financí Předlitavska († 21. dubna 1923)
- 11. února – Rachilde, francouzská spisovatelka († 4. dubna 1953)
- 18. února – Anders Zorn, švédský malíř a grafik († 22. srpna 1920)
- 24. února – Adalbert Seitz, německý přírodovědec († 5. března 1938)
- 29. února – Herman Hollerith, americký statistik a vynálezce († 17. listopadu 1929)
- 6. března – Frederick George Jackson, britský polární průzkumník († 13. března 1938)
- 7. března – René Doumic, francouzský literární historik a kritik († 2. prosince 1937)
- 13. března – Hugo Wolf, rakouský hudební skladatel († 22. února 1903)
- 19. března – William Jennings Bryan, ministr zahraničních věcí Spojených států amerických († 26. července 1925)
- 21. března – Otto von Moser, německý vojenský historik († 11. října 1931)
- 28. března – Resan Hanımefendi, manželka osmanského sultána Murada V. († 31. března 1910)
- 2. dubna – Čeng Siao-sü, čínský politik, diplomat a umělec († 28. března 1938)
- 8. dubna – Ivan Roškar, jugoslávský ministr zemědělství († 23. května 1933)
- 13. dubna – James Ensor, belgický malíř a grafik († 19. listopadu 1949)
- 2. května – Theodor Herzl, rakousko-uherský novinář, sionista († 3. července 1904)
- 3. května
  - Frederik van Eeden, nizozemský lékař, spisovatel a sociální reformátor († 16. června 1932)
  - Vito Volterra, italský matematik a fyzik († 11. října 1940)
- 7. května – Tom Norman, anglický podnikatel a showman († 24. srpna 1930)
- 9. května
  - James Matthew Barrie, skotský novinář a spisovatel († 19. června 1937)
  - William Kemmler, první člověk popravený na elektrickém křesle († 6. srpna 1890)
  - Vittorio Emanuele Orlando, italský diplomat a politik († 1. prosince 1952)
- 15. května – Ellen Louise Wilsonová, manželka 28. prezidenta USA Woodrowa Wilsona († 6. srpna 1914)
- 16. května – Dürrüaden Kadınefendi, druhá manželka osmanského sultána Mehmeda V. († 17. října 1909)
- 17. května – Martin Kukučín, slovenský spisovatel († 21. května 1928)
- 20. května – Eduard Buchner, německý chemik, nositel Nobelovy ceny († 13. srpna 1917)
- 25. května – Daniel Barringer, americký báňský inženýr a geolog († 30. listopadu 1929)
- 28. května – Alžběta Thurn-Taxis, německá knížecí princezna a vévodkyně z Braganzy († 7. února 1881)
- 29. května – Isaac Albéniz, španělský hudební skladatel († 18. května 1909)
- 2. června – Erasmus von Handel, ministr vnitra Předlitavska († 6. června 1928)
- 4. června – Michail Perchin, ruský zlatník, klenotník a medailista († 10. září 1903)
- 6. června – Zdenko von Forster zu Philippsberg, ministr železnic Předlitavska († 15. ledna 1922)
- 13. června – Dmitrij Konstantinovič Romanov, ruský velkokníže († 28. ledna 1919)
- 24. června – Marie de las Mercedes de Orleans, španělská královna († 26. června 1878)
- 25. června – Gustave Charpentier, francouzský hudební skladatel († 18. února 1956)
- 30. června
  - John Whitehead, anglický přírodovědec († 2. června 1899)
  - Gyula Andrássy, ministr zahraničí Rakouska-Uherska († 11. června 1929)
- 14. července – Owen Wister, americký právníka spisovatel († 21. července 1938)
- 15. července – Max von Oppenheim, německý historik a archeolog († 17. listopadu 1946)
- 16. července – Otto Jespersen, dánský jazykovědec († 30. dubna 1943)
- 17. července – Ferenc Kemény, zakládající člen Mezinárodního olympijského výboru († 21. listopadu 1944)
- 21. července – Rudolf Wolkan, rakouský literární historik († 16. května 1927)
- 28. července – Anastázie Michajlovna Ruská, ruská velkokněžna († 11. března 1922)
- 1. srpna – Johannes Thiele, německý zoolog († 5. srpna 1935)
- 5. srpna – Louis Wain, anglický malíř († 4. července 1939)
- 14. srpna – Ernest Thompson Seton, ilustrátor, spisovatel a zakladatel woodcrafterského hnutí († 23. října 1946)
- 15. srpna – Florence Hardingová, manželka 29. prezidenta USA Warrena G. Hardinga († 21. listopadu 1924)
- 18. srpna – Kristína Royová, slovenská evangelická náboženská spisovatelka († 27. prosince 1936)
- 20. srpna – Raymond Poincaré, prezident Francouzské republiky († 15. října 1934)
- 22. srpna
  - Eleonora z Reussu, carevna Bulharska († 12. září 1917)
  - Paul Nipkow, německý inženýr a vynálezce († 24. srpna 1940)
- 30. srpna – Isaak Iljič Levitan, ruský realistický malíř († 4. srpna 1900)
- 5. září – Karel Štěpán Rakousko-Těšínský, byl rakouský arcivévoda a admirál († 7. dubna 1933)
- 6. září – Jane Addamsová, americká sociální pracovnice, nositelka Nobelovy ceny míru († 21. května 1935)
- 10. září – Marianne von Werefkinová, ruská malířka († 6. února 1938)
- 13. září
  - John J. Pershing, americký vojevůdce († 15. července 1948)
  - Jens Jensen, dánský a americký krajinářský architekt († 1. října 1951)
- 21. září – Gustav Leutelt, německý spisovatel († 17. února 1947)
- 28. září – Paul Ulrich Villard, francouzský fyzik († 13. ledna 1934)
- 29. září – Kazumasa Ogawa, japonský fotograf († 7. září 1929)
- 4. října – Sidney Paget, britský ilustrátor († 28. ledna 1908)
- 9. října – Wilhelm Michaelsen, německý zoolog († 18. února 1937)
- 28. října
  - Hugo Preuß, německý právník, profesor a politik († 9. října 1925)
  - Džigoró Kanó, zakladatel moderního juda († 4. května 1938)
- 7. listopadu – Edmund von Gayer, ministr vnitra Předlitavska († 18. srpna 1952)
- 18. listopadu – Ignacy Jan Paderewski, polský klavírista, hudební skladatel a politik († 29. června 1941)
- 23. listopadu – Hjalmar Branting, švédský politik, nositel Nobelovy ceny za mír († 24. února 1925)
- 29. listopadu – Hans Hörbiger, autor pseudovědecké teorie světového ledu († 11. října 1931)
- 12. prosince – Jan Kasprowicz, polský spisovatel († 1. srpna 1926)
- 15. prosince – Niels Ryberg Finsen, dánský lékař, nositel Nobelovy ceny († 24. září 1904)
- 18. prosince – Ferdinand von Wimmer, ministr financí Předlitavska († 3. listopadu 1919)
- 21. prosince – Henrietta Szoldová, americká sionistická vůdkyně († 13. února 1945)
- 29. prosince – Kamillo Horn, německý hudební skladatel († 3. září 1941)
- 30. prosince – Jonas Jablonskis, litevský jazykovědec († 23. února 1930)

## Úmrtí
Automatický abecedně řazený seznam viz Kategorie:Úmrtí v roce 1860
Česko
- 5. ledna – Svatý Jan Nepomuk Neumann, misionář, filadelfský biskup (* 28. března 1811)
- 21. března – Karel Kašpar Reitenberger, opat premonstrátského kláštera v Teplé (* 29. prosince 1779)
- 12. dubna – Bedřich Franz, fyzik, matematik a fotograf (* 1. prosince 1796)
- 23. května – Uffo Horn, básník, dramatik a revolucionář (* 18. května 1817)
- 27. května – Antonín Liehm, malíř a pedagog (* 25. ledna 1817)
- 18. srpna – Terezie Měchurová, manželka Františka Palackého (* 1807)
- 7. listopadu – Leopold Lažanský z Bukové, rakouský úředník a moravský místodržitel (* 14. června 1808)

Svět

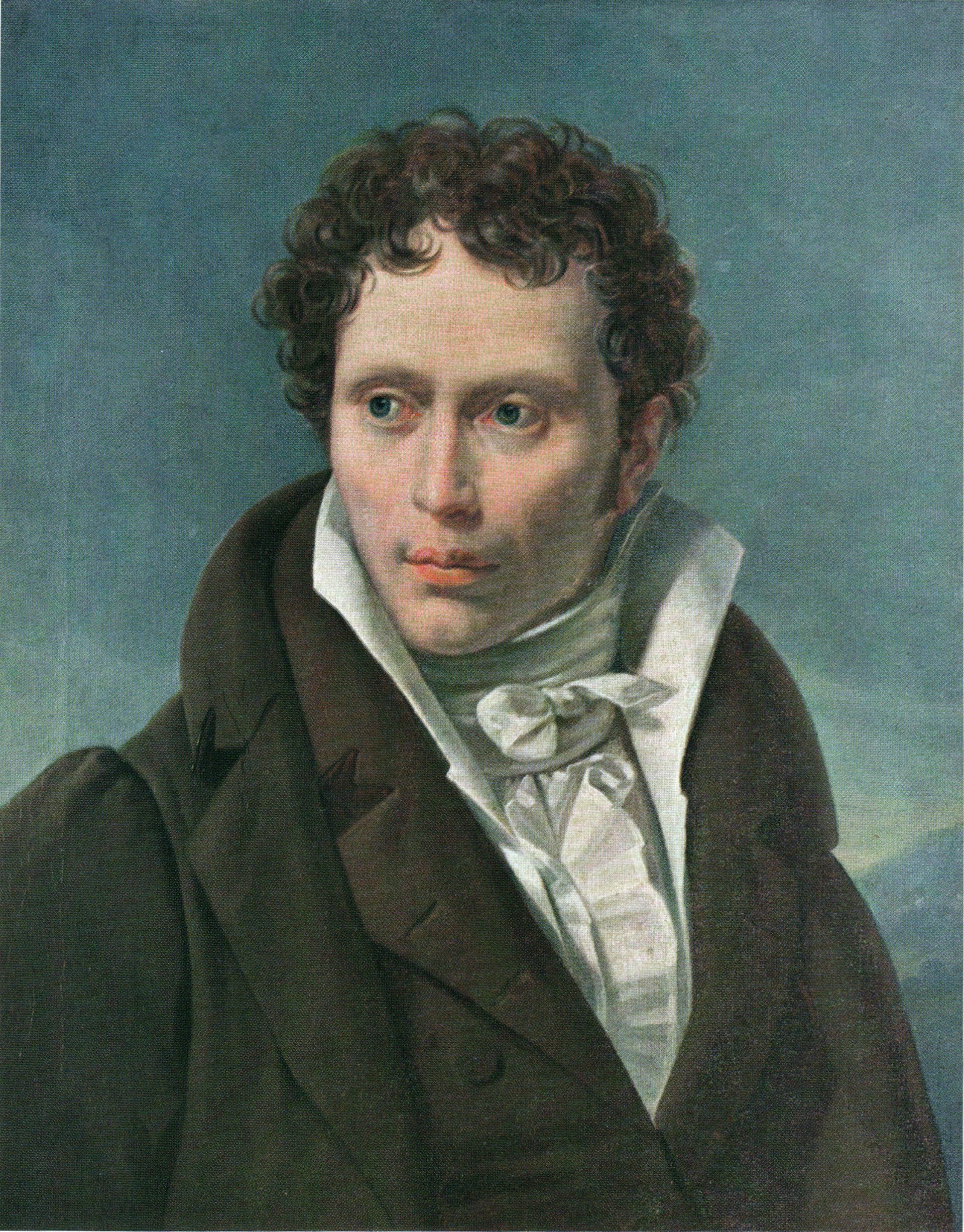
Německý filozof Arthur Schopenhauer (1788–1860)

- 7. ledna – Wilhelm von Benda, báňský inženýr a právník (* 2. ledna 1779)
- 27. ledna – János Bolyai, maďarský matematik (* 15. prosince 1802)
- 29. ledna – Stéphanie de Beauharnais, adoptivní dcera Napoleona Bonaparte (* 28. srpna 1789)
- 12. února – Johann Georg Christian Lehmann, německý botanik (* 25. února 1792)
- 1. března – Honoré-Charles Reille, francouzský generál (* 1. září 1775)
- 26. března – Évariste Régis Huc, francouzský misionář (* 1. srpna 1813)
- 8. dubna – István Széchenyi, maďarský šlechtic, politik a národní hrdina (* 21. září 1791)
- 12. dubna – Arnošt I. z Hohenlohe-Langenburgu, německý šlechtic (* 7. května 1794)
- 3. června – John Byng, 1. hrabě ze Straffordu, britský polní maršál a šlechtic (* 1772)
- 23. června – Giuseppe Cafasso, italský kněz prohlášený za svatého (* 15. ledna 1811)
- 24. června – Jérôme Bonaparte, vestfálský král (* 15. listopadu 1784)
- 1. července – Charles Goodyear, americký chemik a vynálezce (* 29. prosince 1800)
- 13. srpna – Danilo II. Petrović-Njegoš, první černohorský kníže (* 25. května 1826)
- 15. srpna – Juliana Sasko-Kobursko-Saalfeldská, saská princezna, ruská velkokněžna (* 23. září 1781)
- 26. srpna – Friedrich Silcher, německý hudební skladatel (* 27. června 1789)
- 6. září – Jiří Meklenbursko-Střelický, meklenbursko-střelický velkovévoda (* 12. srpna 1779)
- 12. září – William Walker, americký dobrodruh, prezident Nikaraguy (* 8. května 1824)
- 16. září – Františka z Teby, provdaná vévodkyně z Alby a sestra francouzské císařovny Evženie (* 1825)
- 21. září – Arthur Schopenhauer, německý filosof (* 1788)
- 24. září – Marie Württemberská, sasko-kobursko-gothajská vévodkyně (* 17. září 1799)
- 28. září – Miloš Obrenović I., srbský kníže (* 18. března 1780)
- 5. října – Alexej Chomjakov, ruský filozof, spisovatel a básník (* 13. května 1804)
- 1. listopadu – Šarlota Pruská, ruská carevna, manželka cara Mikuláše I. (* 13. července 1798)
- 18. listopadu – Otis H. Cooley, americký fotograf (* 23. června 1820)
- 21. listopadu
  - John Eatton Le Conte, americký přírodovědec (* 22. února 1784)
  - Jiří Vilém ze Schaumburg-Lippe, prvním kníže německého knížectví Schaumburg-Lippe (* 20. prosince 1784)
- 14. prosince – George Hamilton-Gordon, britský státník (* 28. ledna 1784)
- 17. prosince – Désirée Clary, norská a švédská královna (* 8. listopadu 1777)

## Hlavy států
- Francie – Napoleon III. (1852–1870)
- Království obojí Sicílie – František II. (1859–1861)
- Osmanská říše – Abdülmecid I. (1839–1861)
- Prusko – Fridrich Vilém IV. (1840–1861)
- Rakouské císařství – František Josef I. (1848–1916)
- Rusko – Alexandr II. (1855–1881)
- Spojené království – Viktorie (1837–1901)
- Španělsko – Isabela II. (1833–1868)
- Švédsko – Karel XV. (1859–1872)
- USA – James Buchanan (1857–1861)
- Papež – Pius IX. (1846–1878)
- Japonsko – Kómei (1846–1867)